# Linea trapezoidea
Vanuit het tuberculum conoideum van het sleutelbeen (clavicula) verloopt een oblieke richel, de linea trapezoidea. Deze richel verloopt aan de onderzijde van de clavicula en verloopt naar voren en lateraal. Deze structuur verzorgt de scapulaire aanhechting van het ligamentum trapezoides. Dit ligament verbindt de scapula met de clavicula.